# Skara
Skara es una antigua ciudad escolar y una de las más antiguas de Suecia. Está situada en la provincia histórica Vestrogotia y en la provincia de Västra Götaland. Durante la Edad Media temprana Skara fue un centro para la misión cristiana y obtuvo la primera sede episcopal de Suecia. El museo de Vestrogotia está ubicada en la ciudad. 14 km fuera de la ciudad está la iglesia monasterio de Varnhem, que es un tesoro nacional de Suecia. Fue construida por monjes en el siglo XII. Una multitud de hombres importantes suecos de este tiempo están enterrados en Varnhem, por ejemplo Birger Jarl, el fundador de Estocolmo.

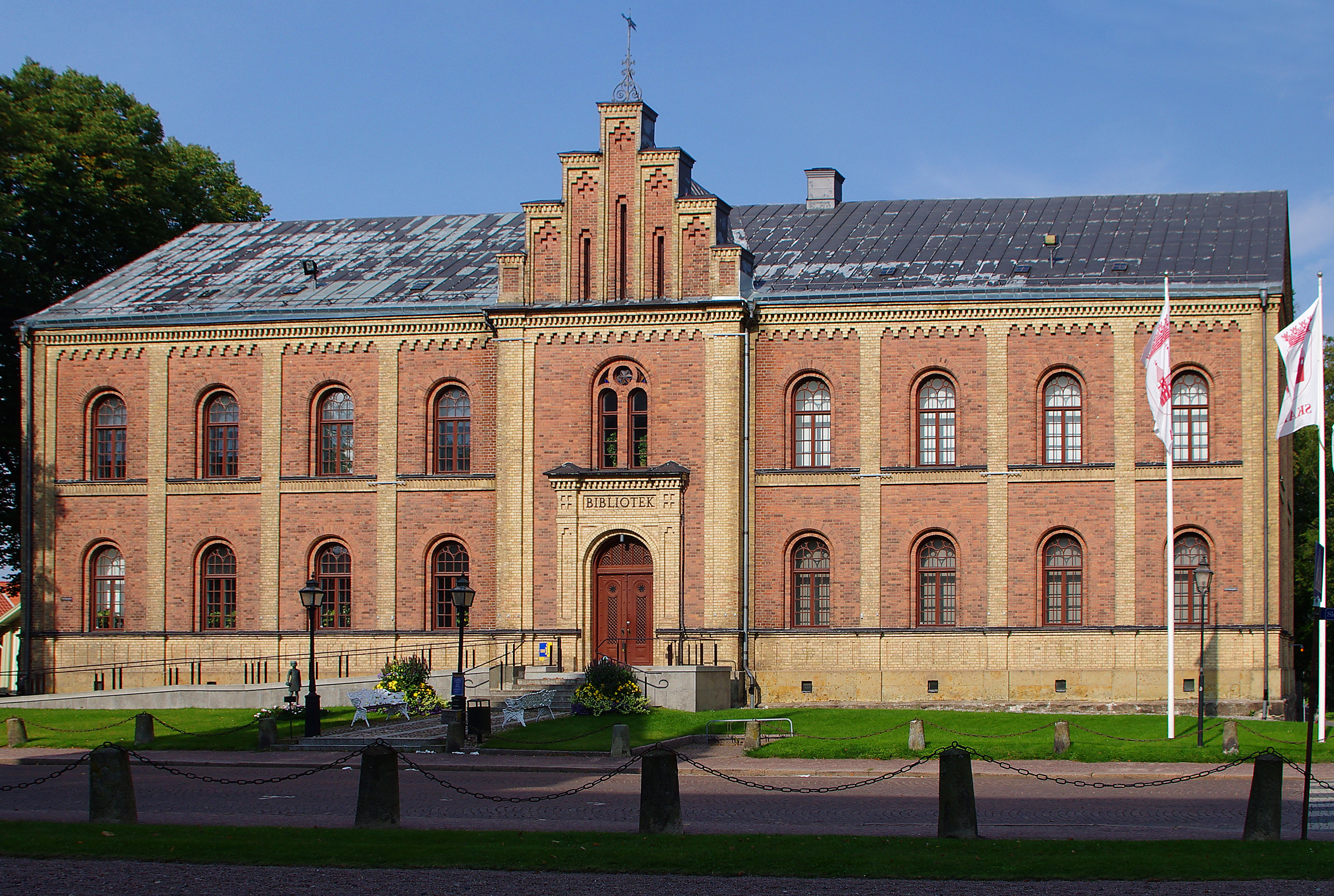
Biblioteca pública de Skara, construida en 1859 por
J. F. Åbom.